# NGC 1587
NGC 1587 (другие обозначения — UGC 3063, MCG 0-12-35, ZWG 393.28, KCPG 99A, 2ZW 12, PGC 15332) — эллиптическая галактика (E) в созвездии Телец.
Этот объект входит в число перечисленных в оригинальной редакции «Нового общего каталога».
Галактика NGC 1587 входит в состав группы галактик NGC 1589. Помимо NGC 1587 в группу также входят ещё 9 галактик.
Взаимодействует с галактикой NGC 1588. Является более ярким компонентом пары. В галактике имеется одна из самых высоких скоростей вращения звёзд, известных у галактик типа E2 средней светимости. Возможно, NGC 1587 является результатом слияния нескольких более маленьких галактик.